# Koszmosz–869
A Koszmosz–869 (oroszul: Космос 869) Koszmosz műhold, a szovjet műszeres műhold-sorozat tagja, technikai műhold. A szabványos rendszerben épített, háromszemélyes, szkafanderes-kétszemélyes űrhajóvá átalakított Szojuz űrhajó (7K-SZ) tesztrepülése.

## Küldetés
Hiradástechnikai fejlődésen átesett űrjármű. A földi vevő/követő állomások összehangolt hiradástechnikai gyakorlatát hajtották végre. Nagymértékben javították manőverező képességét.

## Jellemzői
Tervezte a Központi tervező iroda CKBEM <= Центральное конструкторское бюро экспериментального машиностроения (ЦКБЕМ)> (OKB-1 <= ОКБ-1>, most OAO RKK Energiya im. SP Korolev <= ОАО РКК Энергия им. С. П. Королёва> – Központi Kísérleti Gépgyártási Tervezőiroda). Az űrhajót kis átalakítással emberes programra, teherszállításra és mentésre (leszállásra) tervezték.
1976. november 29-én a Bajkonuri űrrepülőtér indítóállomásról egy Szojuz hordozórakéta (11А511U) juttatta Föld körüli, közeli körpályára. Az orbitális egység pályája 89.36 perces, 51.7 fokos hajlásszögű, elliptikus pálya perigeuma 209 kilométer, apogeuma 289 kilométer, hasznos tömege 6800 kilogramm. Több alkalommal végzett kísérleti pályakorrekciót.
December 17-én belépett a légkörbe, a leszállás hagyományos módon – ejtőernyős leereszkedés – történt, a kijelölt körzetben ért Földet.